# Walchsee
Walchsee ist eine Gemeinde mit 2198 Einwohnern (Stand 1. Jänner 2025) im Bezirk Kufstein im Bundesland Tirol (Österreich). Die Gemeinde gehört zum Gerichtsbezirk Kufstein und liegt in den Fluren Untere Schranne sowie Kaiserwinkl im Tiroler Unterland.

## Geografie

### Lage und Grenzen
Walchsee liegt in der österreichischen Region Kaiserwinkl nordöstlich von Kufstein zwischen dem gleichnamigen See, dessen Fläche vollständig zum Gemeindegebiet gehört, und den Abhängen des Zahmen Kaisers. In Walchsees Ortsteil Schwaigs befindet sich mit der Schwemm Nordtirols größte erhaltene Hochmoorlandschaft.
Die niedrigste Stelle im Gemeindegebiet befindet sich in Durchholzen (Schmiedtal 650 m), die höchste Stelle ist die Vordere Kesselschneid mit 2002 m – meistens wird die Pyramidenspitze mit 1999 m als höchste Stelle genannt.

### Gemeindegliederung
Das Gemeindegebiet umfasst folgende vier Ortschaften (in Klammern Einwohnerzahl Stand 1. Jänner 2025):
- Durchholzen (571)
- Oed (236)
- Schwaigs (401)
- Walchsee (990)

Die Gemeinde besteht aus der Katastralgemeinde Walchsee.

### Nachbargemeinden
|              | Aschau im Chiemgau                          | Schleching                                  |
| Rettenschöss | Kompassrose, die auf Nachbargemeinden zeigt | Kössen (Bz. Kitzbühel)                      |
| Ebbs         |                                             | Schwendt Kirchdorf in Tirol (Bz. Kitzbühel) |

## Geschichte

### Vor 1900
Der Name Walchsee deutet darauf hin, dass abseits von den Siedlungen der germanischen Bajuwaren noch bis ins Früh- oder Hochmittelalter Welsche, d. h. Romanen bzw. romanisierte Kelten gesiedelt haben. Walchsee war nämlich ein „vicus Romanicus“ (Römeransiedlung), die in Alpengegenden von Römern und deren Abkömmlingen (altdeutsch Wallen, Walchen genannt) bewohnt wurden. Die erste Erwähnung von Walchsee enthält eine Urkunde von Papst Eugen III. vom Jahr 1151, in der die Besitzungen des Klosters Rott (bei Rosenheim) festgehalten und dabei auch die Orte Wachreine, Durholç, Walshe (Wagrein, Durchholzen, Walchsee) genannt werden. Der Name Walchsee wird in späteren Urkunden aus dem 14. und 15. Jahrhundert (Walgsee, Walichsee) häufig irrigerweise zu Waldsee umgeformt oder von vallis (Tal) abgeleitet.
Bis 1504 war die „Landgrafschaft im Gebirge“ bestehend aus Kufstein (daher auch Walchsee), Kitzbühel und Rattenberg im Besitz des Bischofs von Regensburg und des Herzogs von Bayern. 1504 eroberte Kaiser Maximilian I., im Bayrischen Erbfolgekrieg die Festung Kufstein. Kufstein und das Umland (daher auch Walchsee), fielen somit von Bayern an Tirol.
Im Jahre 1749 wurde am Ölberg, bei der jetzigen Sedlmayr-Villa, eine Schule und gleichzeitig eine Eremitenbehausung erbaut, in welcher die frommen Einsiedler den Schuldienst versahen. Die Felsen hinter der Sedlmayr-Kapelle zeigen noch die höhlenartige Vertiefung in der die Eremitage (Nachahmung einer Einsiedelei, Grotte) bestand. 1853 wurde die alte Eremitage aufgelassen.

### Nach 1900
Von der Tiroler Landesregierung wurde der Gemeinde Walchsee 1972 das Wappen verliehen. Es zeigt auf goldenem Grund eine blaue, sich von der linken Seite nach rechts überschlagende Welle. Als sprechendes Wappen weist es auf das prachtvolle Wahrzeichen des ganzen Gebietes, den Walchsee hin, welcher der Gemeinde auch den Namen gab.
Walchsee ist von den großen und einschneidenden weltgeschichtlichen Ereignissen verschont geblieben. Die Römer beschränkten sich auf die große Straße durch das Inntal. Außer durch gelegentliche Brände blieb das Gebiet noch bis vor dem Zweiten Weltkrieg ein unberührtes Idyll. Durch Tourismus, Straßenbau und die Initiative seiner Bewohner entwickelte sich der Ort zu einem aufstrebenden und viel besuchten Urlaubsdomizil.
Walchsee ist stark touristisch geprägt, daneben erfuhr die Gemeinde in den letzten Jahrzehnten eine große Siedlungsentwicklung, die sich neben dem Hauptort auch auf die umliegenden Weiler konzentriert.

### Sage vom Walchsee

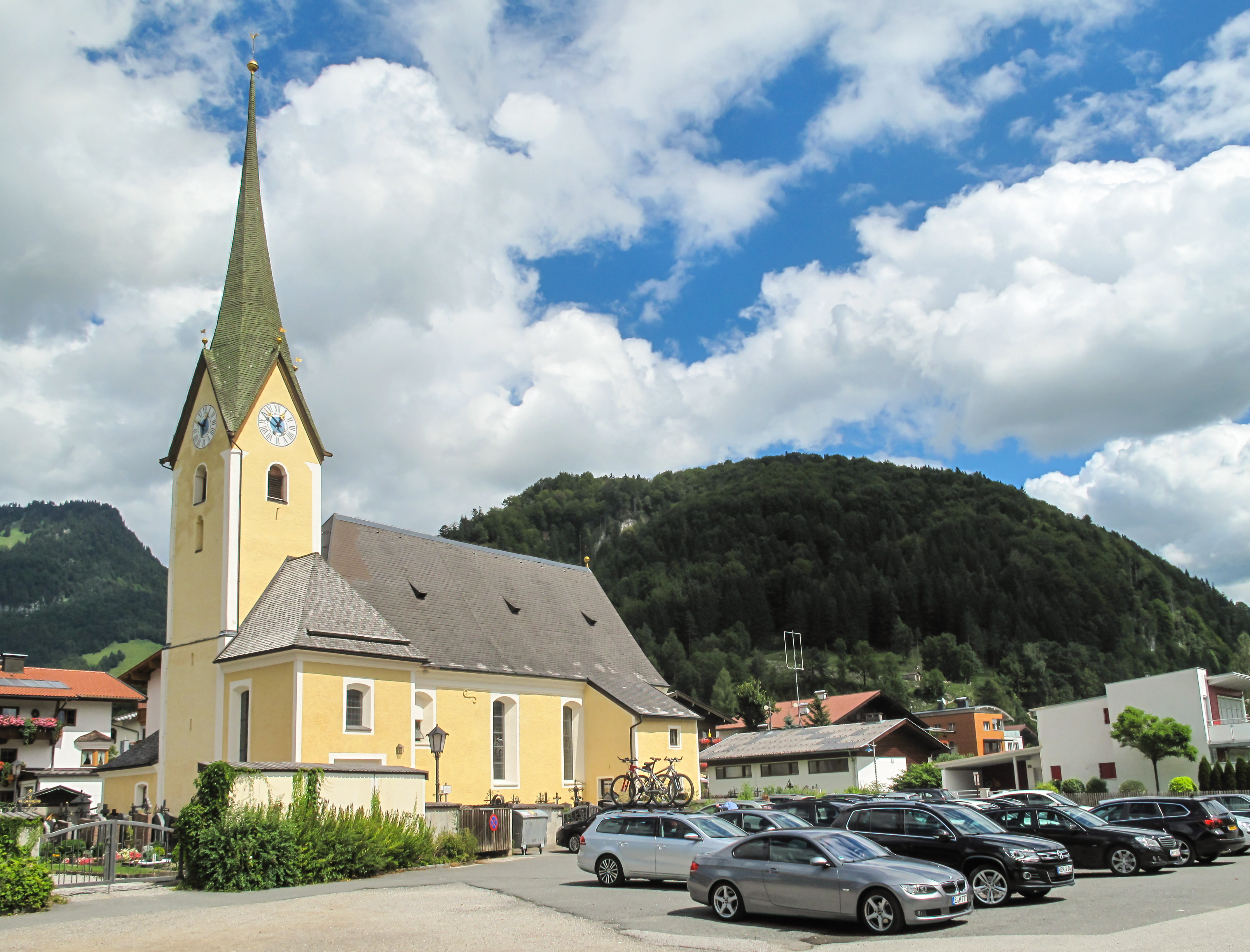
Walchsee, Pfarrkirche Sankt Johannes der Täufer

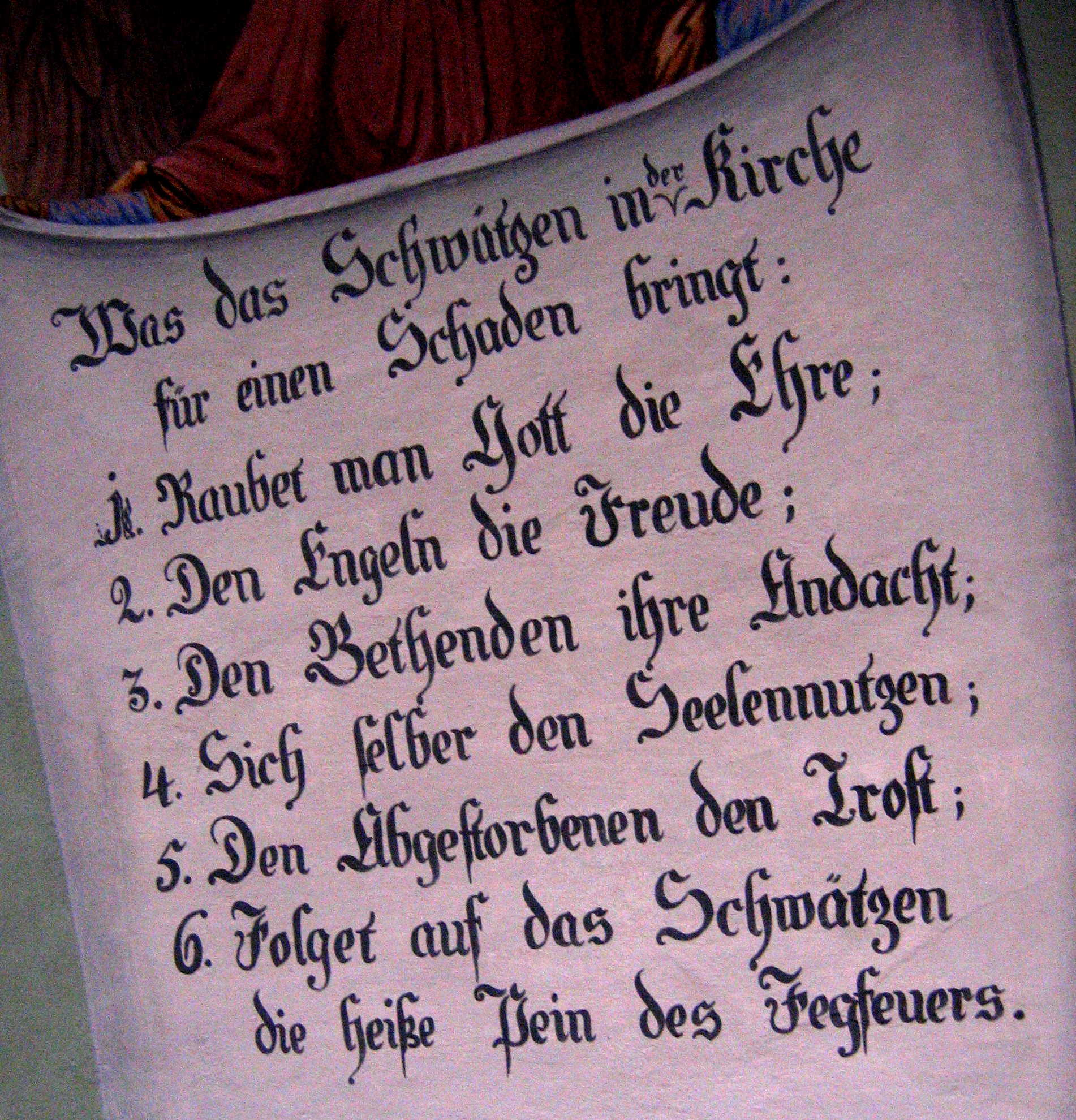
Inschrift an der Decke am Eingang der Pfarrkirche

Vor vielen, vielen Jahren gab es am Platz des heutigen Walchsees einen großen Wald. Es war ein besonderer Wald mit vielen wertvollen Tieren und seltenen Pflanzen. An den gegenüberliegenden Rändern des Waldes lebten zwei Bauern. Jeder Bauer beanspruchte den Wald als seinen Besitz. Zuerst diskutierten sie, später schrien und beschimpften sie einander. Den Kindern wurde verboten, miteinander zu sprechen; geschweige denn, zu spielen. Dann redeten sie kein Wort mehr miteinander. Wenn einer den anderen im Dorf sah, ging er auf die andere Seite des Weges. Der Streit wurde schlimmer und schlimmer. Eines Tages trafen sich die beiden Bauern in „ihrem“ Wald. Sie begannen sofort zu streiten. Dann gab es einen langen Kampf und keiner wollte aufgeben. Plötzlich wurde der Himmel dunkel. Es blitzte und donnerte. Dann hörten die Familien der Bauern nur einen lauten Knall. Dann war es still. Wo die beiden Bauern miteinander gekämpft hatten, war nun eine Quelle. Bald war der ganze Wald verschwunden und es gab nur mehr einen großen See. Die beiden Bauern hat man nie mehr gesehen.

### Bevölkerungsentwicklung
| Walchsee: Einwohnerzahlen von 1869 bis 2024         | Walchsee: Einwohnerzahlen von 1869 bis 2024 | Walchsee: Einwohnerzahlen von 1869 bis 2024 | Walchsee: Einwohnerzahlen von 1869 bis 2024 | Walchsee: Einwohnerzahlen von 1869 bis 2024 |
| --------------------------------------------------- | ------------------------------------------- | ------------------------------------------- | ------------------------------------------- | ------------------------------------------- |
| Jahr                                                |                                             |                                             |                                             | Einwohner                                   |
| 1869                                                | 1869                                        |                                             | 637                                         | 637                                         |
| 1880                                                | 1880                                        |                                             | 620                                         | 620                                         |
| 1890                                                | 1890                                        |                                             | 595                                         | 595                                         |
| 1900                                                | 1900                                        |                                             | 588                                         | 588                                         |
| 1910                                                | 1910                                        |                                             | 642                                         | 642                                         |
| 1923                                                | 1923                                        |                                             | 641                                         | 641                                         |
| 1934                                                | 1934                                        |                                             | 669                                         | 669                                         |
| 1939                                                | 1939                                        |                                             | 633                                         | 633                                         |
| 1951                                                | 1951                                        |                                             | 810                                         | 810                                         |
| 1961                                                | 1961                                        |                                             | 933                                         | 933                                         |
| 1971                                                | 1971                                        |                                             | 1.193                                       | 1.193                                       |
| 1981                                                | 1981                                        |                                             | 1.318                                       | 1.318                                       |
| 1991                                                | 1991                                        |                                             | 1.761                                       | 1.761                                       |
| 2001                                                | 2001                                        |                                             | 2.042                                       | 2.042                                       |
| 2011                                                | 2011                                        |                                             | 1.800                                       | 1.800                                       |
| 2021                                                | 2021                                        |                                             | 2.111                                       | 2.111                                       |
| 2024                                                | 2024                                        |                                             | 2.192                                       | 2.192                                       |
| Quelle(n): Statistik Austria, Gebietsstand 1.1.2021 |                                             |                                             |                                             |                                             |

## Kultur und Sehenswürdigkeiten

### Bauwerke
- Das Ortsbild hat sich mit dem Aufkommen des Fremdenverkehrs weitgehend verändert. Das ursprüngliche Gassendorf mit großen Mittelflurhäusern wird heute durch zahlreiche Hotelneubauten geprägt. Nur wenige ältere Bauten blieben erhalten, darunter das Gasthaus Schopferwirt (Walchseerhof) am Dorfplatz 2. Es weist, ebenso wie das Haus Nr. 74 (Paxerhof) in Durchholzen, wohl von Josef Adam Mölk geschaffene Fresken auf, die um 1765 entstanden sein dürften.
- Katholische Pfarrkirche Walchsee hl. Johannes der Täufer: Die heutige Pfarrkirche zeigt sich in ihrer heutigen Form wohl von 1626. Seinerzeit wurde der gotische Bau erneuert und erweitert. Eine Barockisierung, die auch eine Einwölbung des zuvor flach gedeckten Langhauses zur Folge hatte, wurde von 1702 bis 1704 durch den aus Kufstein stammenden Stadtbaumeister Martin Bock durchgeführt. Es handelt sich um eine Saalkirche mit polygonalem Chor, der im Westen ein Turm mit Spitzhelm vorgelagert ist. In der Turmhalle befindet sich ein gekehltes Spitzbogenportal. Der jetzige neuromanische Altar wurde 1855 geschaffen.

### Regelmäßige Veranstaltungen
Der Tourismusverband Kaiserwinkl veranstaltet regelmäßig Veranstaltungen im Ort. Folgende Top-Events finden jährlich statt:
- Challenge Kaiserwinkl-Walchsee
- Egascht Fest'l
- Sommernachtstraum
- Kaiserwinkl Alpin Ballooning

### Natur und Umwelt
Auf einer Halbinsel am Westufer des Sees blieb bis heute ein kleiner Hochmoorkomplex erhalten, der stellenweise abgetorft wurde. Auf den trocken gefallenen Bereichen haben sich etliche Baum- und Straucharten wie Moorbirke (Betula pubescens), Waldkiefer (Pinus sylvestris), Heidelbeere (Vaccinium myrtillus) und Besenheide (Calluna vulgaris) angesiedelt. Hinzu kommen Pfeifengras (Molinia caerulea) und Rasenbinse (Trichophorum cespitosum). In den Torfstichen und den unzerstört gebliebenen Teilen konnten sich zahlreiche seltene Pflanzenarten halten. Hierzu gehören, bzw. gehörten nach Smettan 1989:
- Blumenbinse (Scheuchzeria plaustris)
- Gewöhnliche Moosbeere (Vaccinium oxycoccos)
- Rosmarinheide (Andromeda polifolia)
- Braunes Schnabelried (Rhyncospora fusca)
- Weißes Schnabelried (Rhynchospora alba)
- Langblättriger Sonnentau (Drosera longifolia)
- Mittlerer Sonnentau (Drosera intermedia)
- Rundblättriger Sonnentau (Drosera rotundifolia)
- Scheidiges Wollgras (Eriophorum vaginatum)

Trotz seiner großen floristischen Bedeutung wurde das Moor bisher nicht unter Schutz gestellt. Das Gelände wird in den Sommermonaten von Badegästen und Anglern frequentiert, so dass es immer wieder zu Schädigungen der empfindlichen Vegetation kommt.
Nordwestlich des Ortskerns breitet sich das weitaus größte und noch ungestörte Moorgebiet Nordtirols aus, die Schwemm. Sie entstand durch die Verlandung des nacheiszeitlichen Gletschersees und bildet ein Übergangsmoor. Dieses ist besonders für seine vielfältige Pflanzen- und Tierwelt bekannt. Hier befindet sich das einzige Brutgebiet der Bekassine in Tirol. 65,68 ha dieses Moores stehen seit 2008 unter Naturschutz und sind Natura-2000-Gebiet.
Im Süden erstreckt sich das Kaisergebirge, das schon seit 1963 nach einer Volksbefragung (1961) unter Naturschutz (10 km²) steht. Dieses Schutzgebiet ist vor allem bei Bergsteigern ein beliebtes Ausflugsziel.

### Vereine
- Bergkameradschaft Walchsee
- Bundesmusikkapelle Walchsee
- Freiwillige Feuerwehr Walchsee
- Landjugend Walchsee
- Schützengilde Walchsee
- Kameradschaftsbund Walchsee[4]

## Wirtschaft und Infrastruktur

### Tourismus

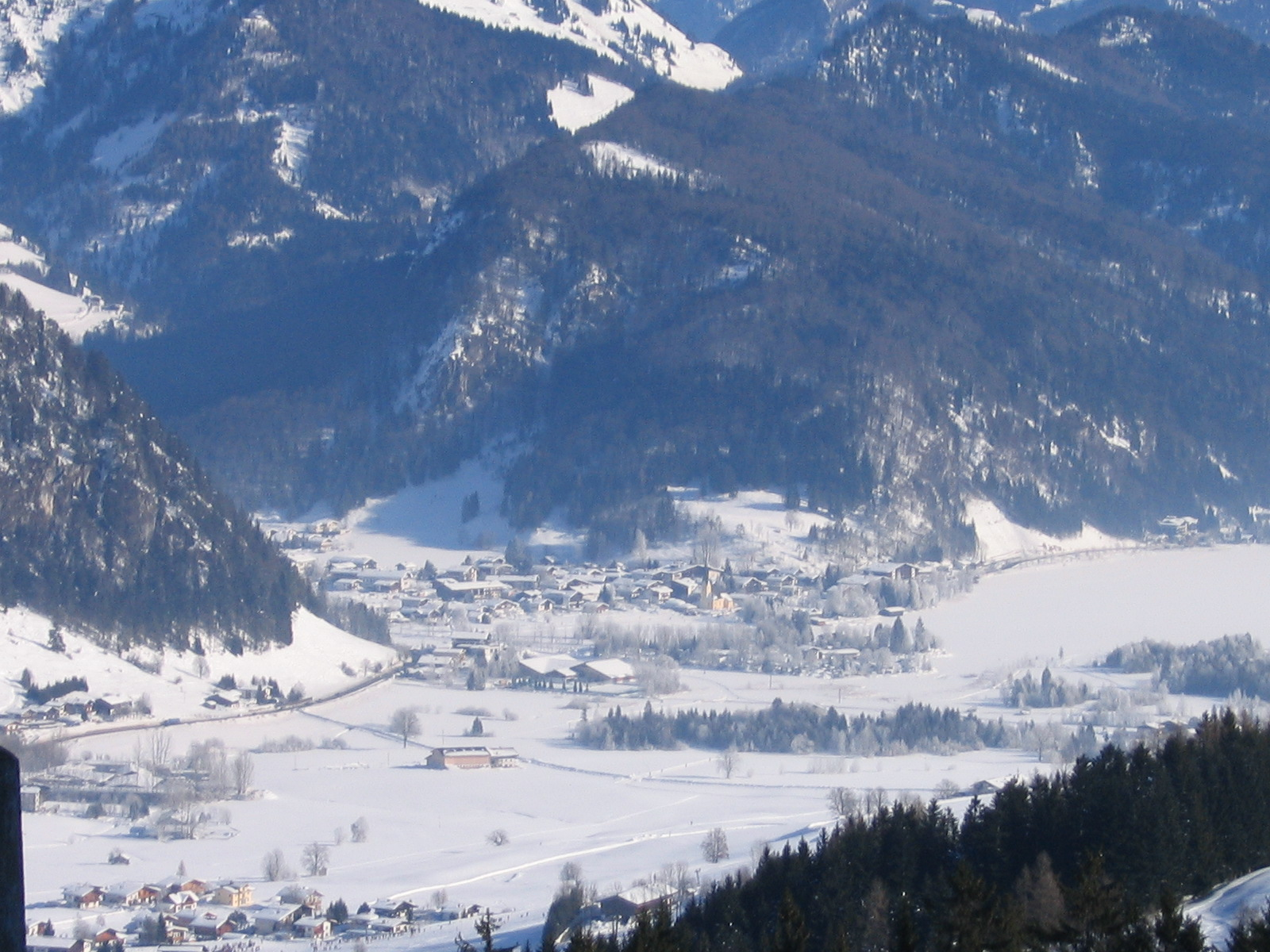
Winter in Walchsee

Walchsee ist wirtschaftlich vom Tourismus dominiert. Das Angebot richtet sich an Familien-, Wander- und Wellnessurlauber. Der Walchsee ist einer der wärmsten Badeseen Tirols. Wander- und Bergtouren in die umliegenden Berge mit den im Sommer bewirtschafteten Almen sind möglich. Durch den Ski- und Langlaufsport im Winter sowie den Wander- und Bademöglichkeiten im Sommer ist Walchsee ganzjährig für Touristen attraktiv. Im Ortsteil Schwaigs gibt es einen 9-Loch-Golfplatz.
Die vorher eigenständigen Tourismusverbände Walchsee/Rettenschöss und Kössen/Schwendt wurden 2005 zur Ferienregion Kaiserwinkl unter der Führung von Obmann Gerd Erharter zusammengeschlossen.
Winter

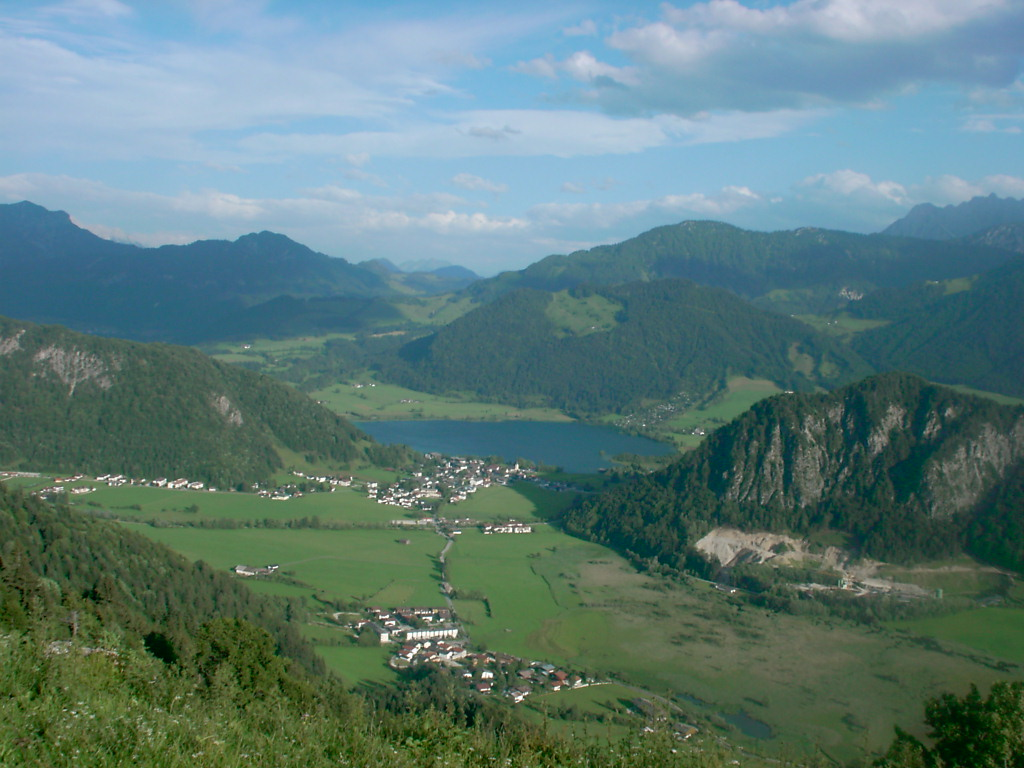
Blick vom Brennkopf auf Walchsee

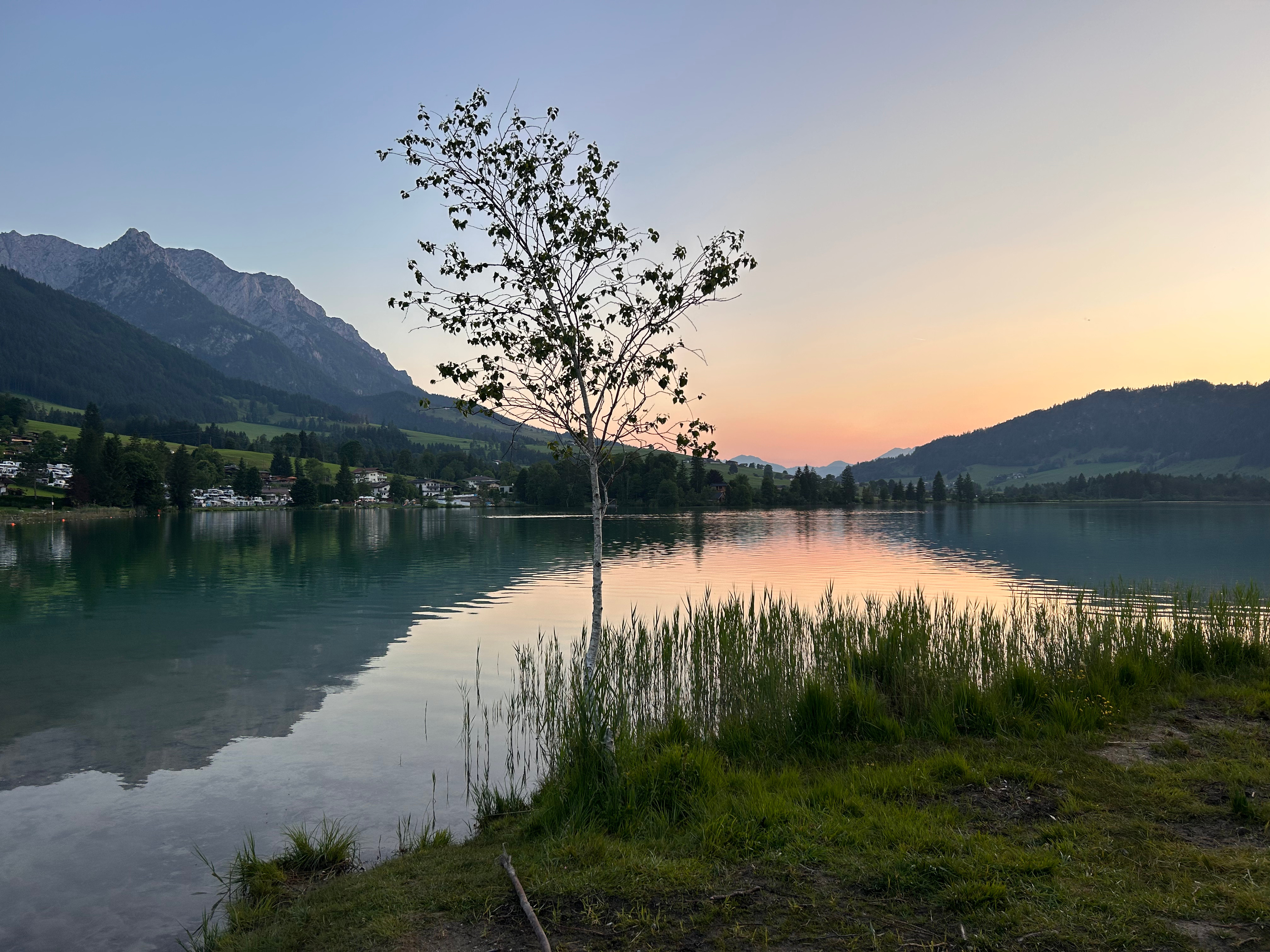
Blick über den Walchsee

Der rund 500 m lange Amberglift stand nach einer Entscheidung des Tourismusverbandes im Winter 2018/2019 aus wirtschaftlichen Gründen still. Bürgermeisters Wittlinger initiierte eine Spendenaktion, die bis Ende März 2019 rund 130.000 einbrachte, zusätzlich wurde ein Zuschuss durch die Gemeinde wurde beschlossen. Mit Investitionen in eine Beschneiungsanlage, ein Förderband und eine Pistenraupe wurde die Anlage 2019/20 seitens der Gemeinde reaktiviert.
Im Ortsteil Durchholzen befindet sich das etwas größere Skigebiet Zahmer Kaiser. Zum Skigebiet gehört ein 4er Sessellift, der Ötzlift (Schlepplift) und der Riedalmlift (Tellerlift). Neben den klassischen Skifahren bietet das Skigebiet diversere andere Sportarten wie Rodeln oder Skitouren an.
Die Region Kaiserwinkel bietet zudem ein großes Loipennetz zum Langlaufen. Die Dorfloipe in Walchsee kann dank Snowfarming mit Schneesicherheit punkten.
Sommer
Bei Touristen sowie auch bei Einheimischen sind die umliegenden Berge bei Freizeitaktivitäten sehr beliebt. Zu den beliebtesten Bergen zum Wandern gehören der Brennkopf, Kalvarienberg, Ebersberg, Heuberg und die Pyramidenspitze. Bei Mountainbikern sind vor allem die Hitscheralm, Ottenalm, Lippenalm, Gwirchtalm und der Berggasthof Zahmer Kaiser sehr beliebt.

### Handwerk und Gewerbe
Vor allem Handwerksbetriebe sind in den beiden Gewerbegebieten in Durchholzen (21 ha) und Moosen (19 ha) angesiedelt. Während in Moosen ein ehemaliger Bauhof 2016 revitalisiert werden konnte, fanden 2018 in Durchholzen, neben bestehenden Betrieben, weitere Betriebe eine Heimat. In Moosen ist auch die Biokäserei Walchsee und Umgebung angesiedelt, die hier 2020 ihre neue Produktionsstätte und einen Bio-Käseladen mit Bistro eröffnete. 55 Bauern aus der Region liefern die Milch aus ausschließlich biologischer Landwirtschaft für die Produktion von Käsespezialitäten, Butter, Joghurt, Topfen und Butterschmalz.

### Verkehr
- Eisenbahn: Walchsee hätte um die Jahrhundertwende an eine bis Reit im Winkl, beziehungsweise später bis St. Johann in Tirol, projektierte Lokalbahn von Kufstein über Ebbs angebunden werden sollen. Schlussendlich wurde aber nur die bestehende Verkehrsverbindung ausgebaut. Die nächsten Bahnhöfe befinden sich in Kufstein und Oberaudorf.
- Öffentlicher Verkehr: Heute verkehren regelmäßig VVT Busse der Ledermair Verkehrsbetriebe:[5]
  - 4030: Kufstein – Ebbs – Niederndorf – Rettenschöss – Walchsee – Kössen
  - 730N (Nightliner am Wochenende): Kufstein – Ebbs – Niederndorf – Erl – Niederndorf – Rettenschöss – Walchsee – Kössen

Haltestellen sind (in Fahrtrichtung Kössen): Durchholzen, Durchholzen Amberg, Moosen, Kaufhaus Erharter, Dorfplatz und Johannesstraße.
- Straße: Die heutige Walchseestraße (B 172) stellt eine stark frequentierte Route dar. Besonders an Wochenenden ist die Strecke rund um das Kaisergebirge eine beliebte Strecke bei erholungssuchenden Tagesgästen aus dem benachbarten Bayern.

## Politik

### Gemeinderat
Der Gemeinderat besteht aus 13 Mandataren.
| Partei                                                            | 2022  | 2022    | 2016  | 2016    | 2010  | 2010    |
| Partei                                                            | %     | Mandate | %     | Mandate | %     | Mandate |
| ----------------------------------------------------------------- | ----- | ------- | ----- | ------- | ----- | ------- |
| Zukunft für Walchsee (ZUKUNFT)                                    | 59,31 | 8       | 35,04 | 5       | 19,72 | 3       |
| Bäuerliche Heimatliste Walchsee (BHW)                             | 29,07 | 4       | 28,00 | 4       | 13,78 | 2       |
| FPÖ und Parteifreie Liste für Walchsee                            | 11,61 | 1       | 11,44 | 1       | 7,32  | 1       |
| Gemeinsame Walchseer Liste mit Bürgermeister Dieter Wittlinger 1) |       |         | 25,53 | 3       | 22,91 | 3       |
| Alle für Walchsee mit Bürgermeister Andreas Mayr                  |       |         |       |         | 36,26 | 6       |

1) Die Partei trat 2010 unter dem Namen „Gemeinsame Walchseer Liste“ an

### Bürgermeister
Die Liste aller Bürgermeister seit 1899 wurde der Website der Gemeinde Walch entnommen.
- 1899–1902 und 1905–1908 Johann Blattl (Putzwirt)
- 1902–1905 Johann Mitterweissacher (Schusterbauer)
- 1908–1911 Josef Praschberger (Bergerbauer)
- 1911–1914 Johann Gründler (Kleinmoosenbauer)
- 1914–1917 Johann Praschberger (Hoferbauer)
- 1917–1919 Johann Hörfarter (Stroblbauer)
- 1919–1922 Josef Filzer (Gründlerbauer)
- 1922–1931 Johann Praschberger (Ilgerbauer)
- 1931–1936 Matthäus Fischbacher (Köckenbauer)
- 1936–1938 Jakob Brandauer (Steinhauerbauer)
- 1938–1944 Peter Kitzbichler (Ottenbauer)
- 1944–1945 Josef Wurnig (Straßenwärter)
- 1945–1947 Josef Rampl (Gendarmeriebeamter i. R.)
- 1947–1950 Leonhard Astl (Moarbauer)
- 1950–1971 Josef Kronbichler (Untermaurachbauer)
- 1971–1983 Hans Fischbacher (Gastwirt Hotel Schick)
- 1983–1998 Peter Wimmer (Bilanzbuchhalter)
- 1998–2011 Andreas Mayr (Bundesheerbeamter)
- 2012–2022 Dieter Wittlinger (Physiotherapeut)
- seit 2022 Ekkehard Wimmer (Unternehmer)

### Wappen
Wappenbeschreibung: Auf goldenem Grund eine blaue, sich nach links überschlagende Welle.
Das 1972 verliehene Gemeindewappen symbolisiert mit der Welle den für die Gemeinde bedeutenden und namensgebenden Walchsee.

## Persönlichkeiten
- Laurentius Hanser (1875–1929), Benediktinermönch und Historiker
- Matthias Haunholder (* 1979), Skisportler (Freerider)
- Hubert Klier (1924–1990), Komponist, Texter, Sänger
- Anni Kronbichler (* 1963), Skisportlerin (Siegerin in alpinen Weltcuprennen)
- Johanna Paungger Poppe (* 1953), Autorin
- Christian Planer (* 1975), Sportschütze (zweifacher Olympiateilnehmer für Österreich)
- Thomas Zangerl (* 1983), Skisportler (Ski-Cross)

## Belege
1. ↑  Statistik Austria: Bevölkerung am 1.1.2025 nach Ortschaften (Gebietsstand 1.1.2025), (ODS, 500 KB)
2. ↑  Martin Bitschnau, Hannes Obermair: Tiroler Urkundenbuch, II. Abteilung: Die Urkunden zur Geschichte des Inn-, Eisack- und Pustertals. Bd. 2: 1140–1200. Universitätsverlag Wagner, Innsbruck 2012, ISBN 978-3-7030-0485-8, S. 72, Nr. 464.
3. ↑  Siehe: H. Smettan: Naturkundlicher Führer Kaisergebirge. München 1989, S. 153
4. ↑  Walchsee-Gemeindeamt, Bürgerservice, Sport, Kultur, Vereine, Veranstaltungen, Wirtschaft und offizielleInformationen durch die Gemeindeverwaltung: Walchsee. Abgerufen am 22. April 2024 (österreichisches Deutsch).
5. ↑  Verkehrsverbund Tirol – Mehr sehen vom Land. Abgerufen am 15. März 2025.
6. ↑  Fahrplan 4030. Abgerufen am 15. März 2025.
7. ↑  Gemeinderats- und Bürgermeisterwahlen 2022 | Gemeinde Walchsee. Land Tirol, abgerufen am 20. Juli 2022.
8. ↑  Gemeinderatswahlergebnis 2016. Land Tirol, abgerufen am 27. Dezember 2021.
9. ↑  Gemeinderatswahlergebnis 2010. Land Tirol, abgerufen am 27. Dezember 2021.
10. ↑  Wahlergebnis 2010. Gemeinde Walchsee, abgerufen am 27. Dezember 2021.
11. ↑  Zahlen und Fakten. Gemeinde Walchsee, abgerufen am 20. Dezember 2022.
12. ↑  Landesgesetzblatt für Tirol, Nr. 26/1972.
13. ↑  Eduard Widmoser: Tiroler Wappenfibel. Tyrolia-Verlag, Innsbruck 1978, ISBN 3-7022-1324-4, S. 43.